# دواء مصادق عليه
دواء مصادق عليه أو دواء مقر هو اسم يطلق على الأدوية في طور الاستخدام والتي وافقت على استخدامه المؤسسات الحكومية المسؤولة عن اقرار استخدام الأدوية.
تمر الأدوية بمراحل التجارب السريرية لبيان فعاليتها وأمانها وتأثيراتها الجانبية الضارة وجدوى استخدامها، وبعد تجاوز هذه المراحل بنجاح يقدم ملف بالدواء إلى المؤسسات المسؤولة عن المصادقة على استخدامه وتسويقه.
في الولايات المتحدة، تقوم إدارة الغذاء والدواء بالمصادقة على الأدوية. بينما في الإتحاد الأوروبي فوكالة الأدوية الأوروبية هي من تقوم بهذا الدور.

## روابط خارجية
- ClinicalTrials.gov موقع التجارب السريرية الأمريكي الذي يتبع المكتبة الوطنية لعلم الطب
- موقع ICH
- موقع إدارة الغذاء والدواء